# Gray County, Kansas
Gray County är ett administrativt område i delstaten Kansas, USA. År 2010 hade countyt 6 006 invånare. Den administrativa huvudorten (county seat) är Cimarron.

## Geografi
Enligt United States Census Bureau har countyt en total area på 2 252 km². 2 250 km² av den arean är land och 1 km² är vatten.

### Angränsande countyn
- Finney County - nord
- Hodgeman County - nordost
- Ford County - öst
- Meade County - syd
- Haskell County - väst

### Orter
- Cimarron (huvudort)
- Copeland
- Ensign
- Ingalls
- Montezuma